# Sjarhej Hurėnka
Sjarhej Vitalevič Hurėnka (in bielorusso Сяргей Віталевіч Гурэнка?, in russo Сергей Витальевич Гуренко?, Sergej Vital'evič Gurenko; Hrodna, 30 settembre 1972) è un dirigente sportivo, allenatore di calcio ed ex calciatore bielorusso, di ruolo difensore.

## Caratteristiche tecniche
Terzino o laterale di centrocampo, poteva giocare indifferentemente a destra o a sinistra, distinguendosi per velocità e disciplina tattica.

## Carriera

### Giocatore

#### Club
Hurėnka inizia la sua carriera nel 1989, nella squadra del suo paese natale, il Chimik Hrodna e già l'anno seguente riesce a conquistare il posto da titolare in squadra. Nel 1992 la squadra si rinomina in Neman Hrodna, conquistando il quarto posto in campionato e la Coppa di Bielorussia nel 1993. Nel 1995 si trasferisce in Russia, alla Lokomotiv Mosca. Hurėnka diventa uno dei simboli della squadra e riesce a collezionare dal 1995 al 1999 112 presenze e 4 gol, conquistando due volte la Coppa di Russia e il titolo di calciatore bielorusso dell'anno nel 1999.
Nel 1999 viene ceduto in Italia, alla Roma, espressamente richiesto da Fabio Capello. In giallorosso non ottiene i risultati sperati, giocando solamente cinque partite in tutta la stagione senza convincere. Nel gennaio 2001, mai impiegato in campionato, si trasferisce in prestito in Spagna, nel Real Saragozza, dove gioca 12 partite nella Liga.
Tornato in Italia, viene ceduto al Parma nell'ambito di uno scambio che coinvolge altri cinque giocatori; anche in Emilia finisce ai margini del progetto tecnico, disputando tre sole partite in campionato e togliendosi soddisfazioni soltanto nelle coppe (in particolare in Coppa Italia, alla cui conquista contribuisce con quattro presenze). A fine stagione passa al Piacenza nell'ambito del riscatto di Matuzalém da parte dei ducali: in biancorosso ottiene la maglia da titolare giocando venticinque partite e siglando una rete, la prima nel calcio italiano.
Rientrato al Parma, rescinde il contratto e dal 2003 al 2008 ha vestito la maglia della Lokomotiv Mosca, squadra in cui aveva giocato precedentemente. Il 1º dicembre 2008 lascia i russi e firma un biennale con i bielorussi della Dinamo Minsk. Dal 2009 è senza squadra svincolato dalla Dinamo e solamente nel 2014 ricomincia a giocare con il Partyzan Minsk.

#### Nazionale
Con la nazionale bielorussa ha giocato 80 partite, segnando 3 reti. Il debutto risale al 5 maggio 1994 in una gara amichevole contro l'Ucraina. Ha indossato anche la fascia di capitano della sua nazionale. Nel 2005 ha deciso di ritirarsi dalla nazionale in seguito ad un litigio avuto con il CT nella sfida contro la Moldavia del 3 settembre 2005, valida per le qualificazioni al campionato del mondo 2006. Tornato sui propri passi, ha concluso la sua militanza in nazionale nel 2006. È tra i primatisti di presenze con la nazionale bielorussa.

### Allenatore e dirigente
Nel 2009, dopo essersi ritirato dal calcio giocato, è assunto dalla Dinamo Minsk, dapprima come allenatore in seconda al fianco di Kiril Alševskij, e quindi come allenatore titolare, ruolo che ricopre fino al maggio 2010. Dal 2010 al 2012 siede sulla panchina del Torpedo Zhodino, formazione militante in Vyšėjšaja Liha, prima di ritornare alla Dinamo Minsk come direttore sportivo.
In seguito è allenatore in seconda sulle panchine del Krasnodar, dall'aprile all'agosto 2013 e, dal febbraio al maggio 2014, dello Spartak Nalchik. Dal giugno al dicembre 2014 siede sulla panchina dell'Amkar Perm' come vice-allenatore, stesso ruolo che ricopre da giugno ad agosto 2015 allo Standard Liegi.
Dal gennaio 2016 al maggio 2017 allena la squadra riserve della Dinamo Minsk. Dal maggio 2016 al novembre 2017 è anche vice-allenatore della nazionale serba. Da maggio 2017 ad aprile 2020, in due diverse occasioni, ha allenato la Dinamo Minsk.
A febbraio 2021 viene ingaggiato fino al termine della stagione dal club lituano Riteriai, militante nella A Lyga, la massima serie del campionato locale, mentre il 27 luglio 2021 viene nominato nuovo allenatore dello Šachcër Salihorsk, tornando ad allenare un club del proprio paese d'origine dopo l'esperienza trascorsa l'anno precedente alla Dinamo Minsk. Dal marzo 2022 al giugno 2023 è advisor dell'Uni Minsk, dal giugno all' agosto 2023 è allenatore dell'Ufa in Russia

## Statistiche

### Cronologia presenze e reti in nazionale
| Cronologia completa delle presenze e delle reti in nazionale ― Bielorussia | Cronologia completa delle presenze e delle reti in nazionale ― Bielorussia | Cronologia completa delle presenze e delle reti in nazionale ― Bielorussia | Cronologia completa delle presenze e delle reti in nazionale ― Bielorussia | Cronologia completa delle presenze e delle reti in nazionale ― Bielorussia | Cronologia completa delle presenze e delle reti in nazionale ― Bielorussia | Cronologia completa delle presenze e delle reti in nazionale ― Bielorussia | Cronologia completa delle presenze e delle reti in nazionale ― Bielorussia |
| Data                                                                       | Città                                                                      | In casa                                                                    | Risultato                                                                  | Ospiti                                                                     | Competizione                                                               | Reti                                                                       | Note                                                                       |
| -------------------------------------------------------------------------- | -------------------------------------------------------------------------- | -------------------------------------------------------------------------- | -------------------------------------------------------------------------- | -------------------------------------------------------------------------- | -------------------------------------------------------------------------- | -------------------------------------------------------------------------- | -------------------------------------------------------------------------- |
| 25-5-1994                                                                  | Kiev                                                                       | Ucraina                                                                    | 1 – 1                                                                      | Bielorussia                                                                | Amichevole                                                                 | -                                                                          | 70’                                                                        |
| 17-8-1994                                                                  | Radom                                                                      | Polonia                                                                    | 1 – 1                                                                      | Bielorussia                                                                | Amichevole                                                                 | -                                                                          | 78’                                                                        |
| 7-9-1994                                                                   | Oslo                                                                       | Norvegia                                                                   | 1 – 0                                                                      | Bielorussia                                                                | Qual. Euro 1996                                                            | -                                                                          |                                                                            |
| 12-10-1994                                                                 | Minsk                                                                      | Bielorussia                                                                | 2 – 0                                                                      | Lussemburgo                                                                | Qual. Euro 1996                                                            | -                                                                          |                                                                            |
| 29-3-1995                                                                  | Ostrava                                                                    | Rep. Ceca                                                                  | 4 – 2                                                                      | Bielorussia                                                                | Qual. Euro 1996                                                            | -                                                                          |                                                                            |
| 26-4-1995                                                                  | Minsk                                                                      | Bielorussia                                                                | 1 – 1                                                                      | Malta                                                                      | Qual. Euro 1996                                                            | -                                                                          |                                                                            |
| 7-6-1995                                                                   | Minsk                                                                      | Bielorussia                                                                | 1 – 0                                                                      | Paesi Bassi                                                                | Qual. Euro 1996                                                            | -                                                                          |                                                                            |
| 29-7-1995                                                                  | Vilnius                                                                    | Lituania                                                                   | 1 – 1                                                                      | Bielorussia                                                                | Amichevole                                                                 | -                                                                          | 52’                                                                        |
| 6-9-1995                                                                   | Rotterdam                                                                  | Paesi Bassi                                                                | 1 – 0                                                                      | Bielorussia                                                                | Qual. Euro 1996                                                            | -                                                                          |                                                                            |
| 7-10-1995                                                                  | Minsk                                                                      | Bielorussia                                                                | 0 – 2                                                                      | Rep. Ceca                                                                  | Qual. Euro 1996                                                            | -                                                                          |                                                                            |
| 11-10-1995                                                                 | Lussemburgo                                                                | Lussemburgo                                                                | 0 – 0                                                                      | Bielorussia                                                                | Qual. Euro 1996                                                            | -                                                                          |                                                                            |
| 12-11-1995                                                                 | Ta' Qali                                                                   | Malta                                                                      | 0 – 2                                                                      | Bielorussia                                                                | Qual. Euro 1996                                                            | -                                                                          |                                                                            |
| 14-2-1996                                                                  | Smirne                                                                     | Turchia                                                                    | 3 – 2                                                                      | Bielorussia                                                                | Amichevole                                                                 | -                                                                          |                                                                            |
| 27-3-1996                                                                  | Nitra                                                                      | Slovacchia                                                                 | 4 – 1                                                                      | Bielorussia                                                                | Amichevole                                                                 | -                                                                          |                                                                            |
| 27-5-1996                                                                  | Maladzečna                                                                 | Bielorussia                                                                | 2 – 2                                                                      | Azerbaigian                                                                | Amichevole                                                                 | -                                                                          |                                                                            |
| 1-6-1996                                                                   | Solna                                                                      | Svezia                                                                     | 5 – 1                                                                      | Bielorussia                                                                | Qual. Mondiali 1998                                                        | -                                                                          |                                                                            |
| 31-8-1996                                                                  | Minsk                                                                      | Bielorussia                                                                | 1 – 0                                                                      | Estonia                                                                    | Qual. Mondiali 1998                                                        | -                                                                          |                                                                            |
| 5-10-1996                                                                  | Tallinn                                                                    | Estonia                                                                    | 1 – 0                                                                      | Bielorussia                                                                | Qual. Mondiali 1998                                                        | -                                                                          |                                                                            |
| 9-10-1996                                                                  | Minsk                                                                      | Bielorussia                                                                | 1 – 1                                                                      | Lettonia                                                                   | Qual. Mondiali 1998                                                        | -                                                                          |                                                                            |
| 30-4-1997                                                                  | Riga                                                                       | Lettonia                                                                   | 2 – 0                                                                      | Bielorussia                                                                | Qual. Mondiali 1998                                                        | -                                                                          |                                                                            |
| 8-6-1997                                                                   | Minsk                                                                      | Bielorussia                                                                | 0 – 1                                                                      | Scozia                                                                     | Qual. Mondiali 1998                                                        | -                                                                          |                                                                            |
| 5-8-1997                                                                   | Minsk                                                                      | Bielorussia                                                                | 2 – 3                                                                      | Israele                                                                    | Amichevole                                                                 | -                                                                          |                                                                            |
| 20-8-1997                                                                  | Minsk                                                                      | Bielorussia                                                                | 1 – 2                                                                      | Svezia                                                                     | Qual. Mondiali 1998                                                        | 1                                                                          |                                                                            |
| 7-9-1997                                                                   | Glasgow                                                                    | Scozia                                                                     | 4 – 1                                                                      | Bielorussia                                                                | Qual. Mondiali 1998                                                        | -                                                                          | 51’                                                                        |
| 10-9-1997                                                                  | Minsk                                                                      | Bielorussia                                                                | 0 – 1                                                                      | Austria                                                                    | Qual. Mondiali 1998                                                        | -                                                                          | cap.                                                                       |
| 11-10-1997                                                                 | Vienna                                                                     | Austria                                                                    | 4 – 0                                                                      | Bielorussia                                                                | Qual. Mondiali 1998                                                        | -                                                                          | cap.                                                                       |
| 19-8-1998                                                                  | Vilnius                                                                    | Lituania                                                                   | 0 – 3                                                                      | Bielorussia                                                                | Amichevole                                                                 | -                                                                          | cap.                                                                       |
| 5-9-1998                                                                   | Minsk                                                                      | Bielorussia                                                                | 0 – 0                                                                      | Danimarca                                                                  | Qual. Euro 2000                                                            | -                                                                          | cap.                                                                       |
| 14-10-1998                                                                 | Cardiff                                                                    | Galles                                                                     | 3 – 2                                                                      | Bielorussia                                                                | Qual. Euro 2000                                                            | 1                                                                          | cap. 41’                                                                   |
| 9-2-1999                                                                   | Haifa                                                                      | Israele                                                                    | 2 – 1                                                                      | Bielorussia                                                                | Amichevole                                                                 | -                                                                          | cap.                                                                       |
| 27-3-1999                                                                  | Minsk                                                                      | Bielorussia                                                                | 0 – 1                                                                      | Svizzera                                                                   | Qual. Euro 2000                                                            | -                                                                          | cap.                                                                       |
| 31-3-1999                                                                  | Ancona                                                                     | Italia                                                                     | 1 – 1                                                                      | Bielorussia                                                                | Qual. Euro 2000                                                            | -                                                                          | cap.                                                                       |
| 19-5-1999                                                                  | Tula                                                                       | Russia                                                                     | 1 – 1                                                                      | Bielorussia                                                                | Amichevole                                                                 | -                                                                          | cap.                                                                       |
| 5-6-1999                                                                   | Copenaghen                                                                 | Danimarca                                                                  | 1 – 0                                                                      | Bielorussia                                                                | Qual. Euro 2000                                                            | -                                                                          | cap.                                                                       |
| 18-8-1999                                                                  | Minsk                                                                      | Bielorussia                                                                | 0 – 2                                                                      | Russia                                                                     | Amichevole                                                                 | -                                                                          | cap.                                                                       |
| 4-9-1999                                                                   | Minsk                                                                      | Bielorussia                                                                | 1 – 2                                                                      | Galles                                                                     | Qual. Euro 2000                                                            | -                                                                          | cap.                                                                       |
| 8-9-1999                                                                   | Losanna                                                                    | Svizzera                                                                   | 2 – 0                                                                      | Bielorussia                                                                | Qual. Euro 2000                                                            | -                                                                          | cap.                                                                       |
| 9-10-1999                                                                  | Minsk                                                                      | Bielorussia                                                                | 0 – 0                                                                      | Italia                                                                     | Qual. Euro 2000                                                            | -                                                                          | cap.                                                                       |
| 29-3-2000                                                                  | Sofia                                                                      | Bulgaria                                                                   | 4 – 1                                                                      | Bielorussia                                                                | Amichevole                                                                 | -                                                                          | cap.                                                                       |
| 26-4-2000                                                                  | Aixovall                                                                   | Andorra                                                                    | 2 – 0                                                                      | Bielorussia                                                                | Amichevole                                                                 | -                                                                          | cap. 71’                                                                   |
| 16-8-2000                                                                  | Riga                                                                       | Lettonia                                                                   | 0 – 1                                                                      | Bielorussia                                                                | Amichevole                                                                 | -                                                                          | cap.                                                                       |
| 2-9-2000                                                                   | Minsk                                                                      | Bielorussia                                                                | 2 – 1                                                                      | Galles                                                                     | Qual. Mondiali 2002                                                        | -                                                                          | cap.                                                                       |
| 7-10-2000                                                                  | Łódź                                                                       | Polonia                                                                    | 3 – 1                                                                      | Bielorussia                                                                | Qual. Mondiali 2002                                                        | -                                                                          | cap.                                                                       |
| 11-10-2000                                                                 | Minsk                                                                      | Bielorussia                                                                | 2 – 1                                                                      | Armenia                                                                    | Qual. Mondiali 2002                                                        | -                                                                          | cap.                                                                       |
| 24-3-2001                                                                  | Kiev                                                                       | Ucraina                                                                    | 0 – 0                                                                      | Bielorussia                                                                | Qual. Mondiali 2002                                                        | -                                                                          | cap.                                                                       |
| 28-3-2001                                                                  | Minsk                                                                      | Bielorussia                                                                | 2 – 1                                                                      | Norvegia                                                                   | Qual. Mondiali 2002                                                        | -                                                                          | cap.                                                                       |
| 2-6-2001                                                                   | Erevan                                                                     | Armenia                                                                    | 0 – 0                                                                      | Bielorussia                                                                | Qual. Mondiali 2002                                                        | -                                                                          | cap.                                                                       |
| 6-6-2001                                                                   | Oslo                                                                       | Norvegia                                                                   | 1 – 1                                                                      | Bielorussia                                                                | Qual. Mondiali 2002                                                        | -                                                                          | cap.                                                                       |
| 1-9-2001                                                                   | Minsk                                                                      | Bielorussia                                                                | 0 – 2                                                                      | Ucraina                                                                    | Qual. Mondiali 2002                                                        | -                                                                          | cap.                                                                       |
| 5-9-2001                                                                   | Minsk                                                                      | Bielorussia                                                                | 4 – 1                                                                      | Polonia                                                                    | Qual. Mondiali 2002                                                        | -                                                                          | cap.                                                                       |
| 6-10-2001                                                                  | Cardiff                                                                    | Galles                                                                     | 1 – 0                                                                      | Bielorussia                                                                | Qual. Mondiali 2002                                                        | -                                                                          | cap.                                                                       |
| 17-4-2002                                                                  | Debrecen                                                                   | Ungheria                                                                   | 2 – 5                                                                      | Bielorussia                                                                | Amichevole                                                                 | -                                                                          | cap. 66’ 77’                                                               |
| 17-5-2002                                                                  | Mosca                                                                      | Russia                                                                     | 1 – 1 dts (5 – 6 dtr)                                                      | Bielorussia                                                                | Amichevole                                                                 | -                                                                          | cap. 75’                                                                   |
| 19-5-2002                                                                  | Mosca                                                                      | Ucraina                                                                    | 0 – 2                                                                      | Bielorussia                                                                | Amichevole                                                                 | -                                                                          | cap. 70’ 90+1’                                                             |
| 21-8-2002                                                                  | Riga                                                                       | Lettonia                                                                   | 2 – 4                                                                      | Bielorussia                                                                | Amichevole                                                                 | -                                                                          | cap.                                                                       |
| 7-9-2002                                                                   | Eindhoven                                                                  | Paesi Bassi                                                                | 3 – 0                                                                      | Bielorussia                                                                | Qual. Euro 2004                                                            | -                                                                          | cap.                                                                       |
| 12-10-2002                                                                 | Minsk                                                                      | Bielorussia                                                                | 0 – 2                                                                      | Austria                                                                    | Qual. Euro 2004                                                            | -                                                                          | cap.                                                                       |
| 16-10-2002                                                                 | Teplice                                                                    | Rep. Ceca                                                                  | 2 – 0                                                                      | Bielorussia                                                                | Qual. Euro 2004                                                            | -                                                                          | cap.                                                                       |
| 29-3-2003                                                                  | Minsk                                                                      | Bielorussia                                                                | 2 – 1                                                                      | Moldavia                                                                   | Qual. Euro 2004                                                            | 1                                                                          | cap.                                                                       |
| 2-4-2003                                                                   | Minsk                                                                      | Bielorussia                                                                | 2 – 2                                                                      | Uzbekistan                                                                 | Amichevole                                                                 | -                                                                          | cap.                                                                       |
| 30-4-2003                                                                  | Tashkent                                                                   | Uzbekistan                                                                 | 1 – 2                                                                      | Bielorussia                                                                | Amichevole                                                                 | -                                                                          | cap. 46’                                                                   |
| 7-6-2003                                                                   | Minsk                                                                      | Bielorussia                                                                | 0 – 2                                                                      | Paesi Bassi                                                                | Qual. Euro 2004                                                            | -                                                                          | cap.                                                                       |
| 11-6-2003                                                                  | Innsbruck                                                                  | Austria                                                                    | 5 – 0                                                                      | Bielorussia                                                                | Qual. Euro 2004                                                            | -                                                                          | cap.                                                                       |
| 20-8-2003                                                                  | Minsk                                                                      | Bielorussia                                                                | 2 – 1                                                                      | Iran                                                                       | Amichevole                                                                 | -                                                                          | cap. 32’ 82’                                                               |
| 6-9-2003                                                                   | Minsk                                                                      | Bielorussia                                                                | 1 – 3                                                                      | Rep. Ceca                                                                  | Qual. Euro 2004                                                            | -                                                                          | cap. 82’                                                                   |
| 10-9-2003                                                                  | Tiraspol                                                                   | Moldavia                                                                   | 2 – 1                                                                      | Bielorussia                                                                | Qual. Euro 2004                                                            | -                                                                          | cap.                                                                       |
| 28-4-2004                                                                  | Minsk                                                                      | Bielorussia                                                                | 1 – 0                                                                      | Lituania                                                                   | Amichevole                                                                 | -                                                                          | 46’                                                                        |
| 18-8-2004                                                                  | Istanbul                                                                   | Turchia                                                                    | 1 – 2                                                                      | Bielorussia                                                                | Amichevole                                                                 | -                                                                          | cap.                                                                       |
| 8-9-2004                                                                   | Oslo                                                                       | Norvegia                                                                   | 1 – 1                                                                      | Bielorussia                                                                | Qual. Mondiali 2006                                                        | -                                                                          | cap.                                                                       |
| 9-10-2004                                                                  | Minsk                                                                      | Bielorussia                                                                | 4 – 0                                                                      | Moldavia                                                                   | Qual. Mondiali 2006                                                        | -                                                                          | cap.                                                                       |
| 13-10-2004                                                                 | Parma                                                                      | Italia                                                                     | 4 – 3                                                                      | Bielorussia                                                                | Qual. Mondiali 2006                                                        | -                                                                          | cap. 34’                                                                   |
| 22-11-2004                                                                 | Abu Dhabi                                                                  | Emirati Arabi Uniti                                                        | 2 – 3                                                                      | Bielorussia                                                                | Amichevole                                                                 | -                                                                          | cap.                                                                       |
| 9-2-2005                                                                   | Grodzisk Wielkopolski                                                      | Polonia                                                                    | 1 – 3                                                                      | Bielorussia                                                                | Amichevole                                                                 | -                                                                          | cap.                                                                       |
| 30-3-2005                                                                  | Celje                                                                      | Slovenia                                                                   | 1 – 1                                                                      | Bielorussia                                                                | Qual. Mondiali 2006                                                        | -                                                                          | cap.                                                                       |
| 4-6-2005                                                                   | Minsk                                                                      | Bielorussia                                                                | 1 – 1                                                                      | Slovenia                                                                   | Qual. Mondiali 2006                                                        | -                                                                          | cap.                                                                       |
| 8-6-2005                                                                   | Minsk                                                                      | Bielorussia                                                                | 0 – 0                                                                      | Scozia                                                                     | Qual. Mondiali 2006                                                        | -                                                                          | cap.                                                                       |
| 17-8-2005                                                                  | Vilnius                                                                    | Lituania                                                                   | 1 – 0                                                                      | Bielorussia                                                                | Amichevole                                                                 | -                                                                          | cap.                                                                       |
| 3-9-2005                                                                   | Chișinău                                                                   | Moldavia                                                                   | 2 – 0                                                                      | Bielorussia                                                                | Qual. Mondiali 2006                                                        | -                                                                          | cap.                                                                       |
| 7-10-2006                                                                  | Bucarest                                                                   | Romania                                                                    | 3 – 1                                                                      | Bielorussia                                                                | Qual. Euro 2008                                                            | -                                                                          |                                                                            |
| 11-10-2006                                                                 | Borisov                                                                    | Bielorussia                                                                | 4 – 2                                                                      | Slovenia                                                                   | Qual. Euro 2008                                                            | -                                                                          | 87’                                                                        |
| Totale                                                                     |                                                                            | Presenze (3º posto)                                                        | 80                                                                         |                                                                            | Reti                                                                       | 3                                                                          |                                                                            |

## Palmarès

### Giocatore

#### Club
- Coppa di Bielorussia: 1

Nëman Hrodna: 1993
- Coppa di Russia: 3

Lokomotiv Mosca: 1995-1996, 1996-1997, 2006-2007
- Coppa di Spagna: 1

Real Saragozza: 2000-2001
- Coppa Italia: 1

Parma: 2001-2002
- Supercoppa di Russia: 1

Lokomotiv Mosca: 2005

#### Individuale
- Calciatore bielorusso dell'anno: 1

1999